# Robbie Rogers
Robbie Rogers (Rancho Palos Verdes, Califòrnia, 12 de maig de 1987) és un futbolista estatunidenc. El febrer de 2013 va fer pública la seva homosexualitat i va decidir retirar-se del futbol. Després d'uns mesos va decidir tornar a jugar, i el 25 de maig de 2013 Los Angeles Galaxy van anunciar la seva incorporació a l'equip.

## Internacional
Ha estat internacional amb la Selecció de futbol dels Estats Units amb la qual ha jugat divuit partits internacionals.

### Participacions en la Copa d'Or de la CONCACAF
| Copa                          | Seu          | Resultat  |
| ----------------------------- | ------------ | --------- |
| Copa d'Or de la CONCACAF 2009 | Estats Units | Subcampió |
| Copa d'Or de la CONCACAF 2011 | Estats Units | Subcampió |

## Clubs
| Club                    | País          | Any         |
| ----------------------- | ------------- | ----------- |
| Orange County Blue Star | Estats Units  | 2005        |
| SC Heerenveen           | Països Baixos | 2006 -2007  |
| Columbus Crew           | Estats Units  | 2007 - 2012 |
| Leeds United FC         | Anglaterra    | 2012 - 2013 |
| Stevenage (Cedit)       | Anglaterra    | 2012 - 2013 |
| Los Angeles Galaxy      | Estats Units  | 2013-       |

## Palmarès

### Campionats nacionals
| Títol                  | Club               | País         | Any  |
| ---------------------- | ------------------ | ------------ | ---- |
| Copa MLS               | Columbus Crew      | Estats Units | 2008 |
| MLS Supporters' Shield | Columbus Crew      | Estats Units | 2008 |
| MLS Supporters' Shield | Columbus Crew      | Estats Units | 2009 |
| Copa MLS               | Los Angeles Galaxy | Estats Units | 2014 |

## Vida personal
El febrer del 2013 va fer pública la seva homosexualitat, i va ser el segon futbolista en fer-ho després del britànic Justin Fashanu. Aquest mateix any es va retirar del futbol, però es va reincorporar a LA Galaxy el maig del mateix any. Posteriorment, va començar a tenir cites amb el director Greg Berlanti. El 18 de febrer del 2016, per gestació subrogada, va tenir el primer fill de tots dos, Caleb Berlanti.